# Jesu gick till Lackegår
Jesu gick till Lackegår är en svensk psalm från medeltiden.

## Historik
Jesu gick till Lackegår är en svensk psalm från medeltiden, som upptecknades i Östra Nöbbelövs socken av Nils Andersson och sommaren 1894 av Lännart Ribbing. Den publicerades 2021 i boken Folkliga koraler från södra Sverige.

## Publicerad i
- Folkliga koraler från södra Sverige som nummer 104 Jesu gick till Lackegår.[1]